# Fortaleza de Jersón

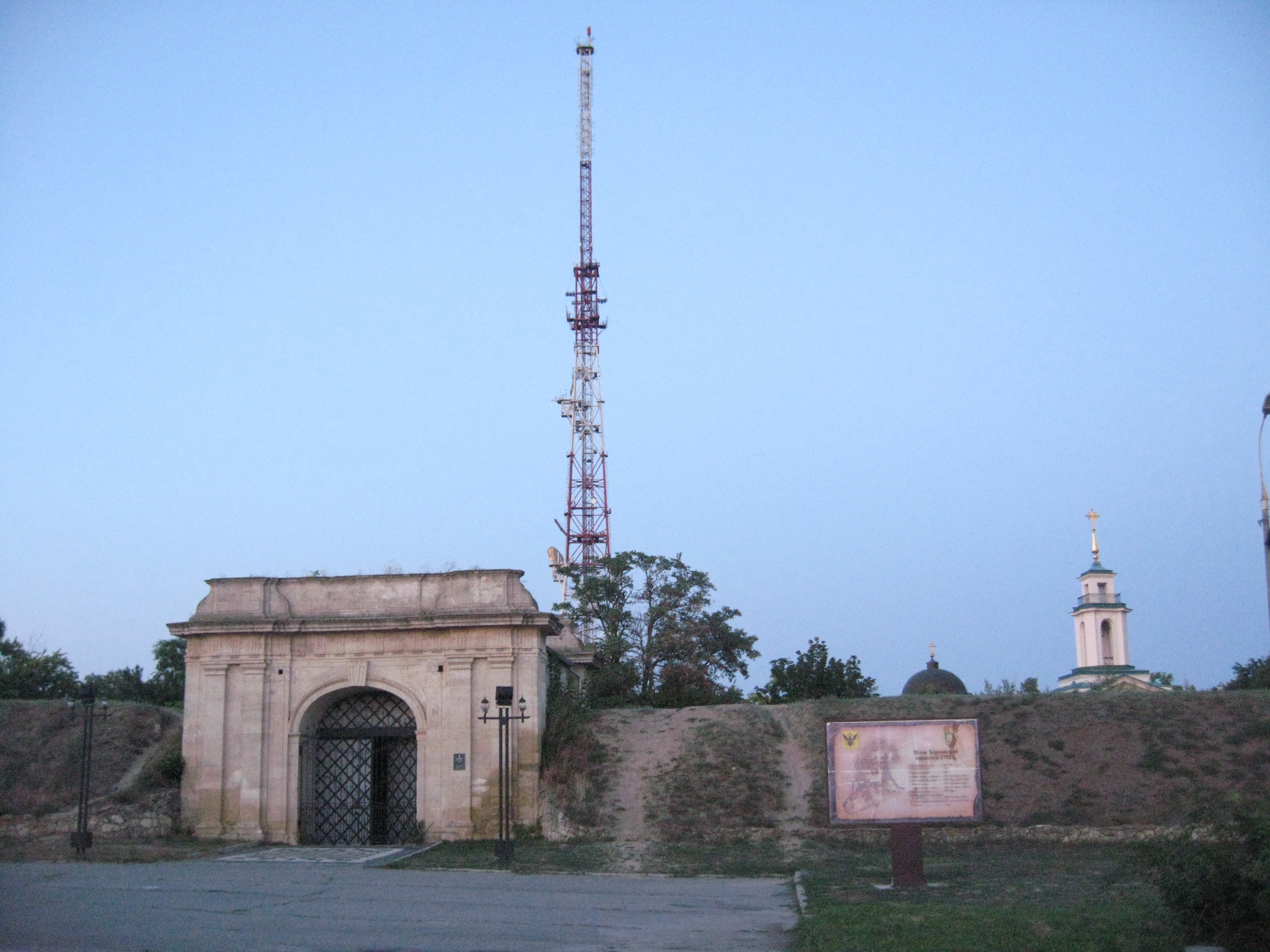
Puerta de Ochákiv

La Fortaleza de Jersón (en ucraniano: Херсонська фортеця) es una antigua fortaleza de tierra en la ciudad de Jersón, en el sur de Ucrania.

## Historia
La fortaleza de Jersón fue fundada el 8 de septiembre de 1778, según el proyecto del arquitecto jefe del Admiralty College, M. Vetoshnikov, en el sitio de la antigua fortificación cosaca ucraniana Oleksandr-Shanets (antes de su fundación, había un asentamiento de Bilijovychi en el territorio de la actual Jersón). En 1784-1785, el nuevo director de construcción, M. Korsakov, finalmente revisó el plan de trabajo. La fortaleza de Jersón estaba formada por una serie de edificios bastión con una ciudadela, uno de cuyos lados daba a las orillas del Dniéper. El arsenal de campaña contenía hasta 600 cañones, un gran número de los cuales, junto con rifles y diversas municiones, fueron transportados hasta aquí desde la liquidada Fortaleza de Santa Isabel.

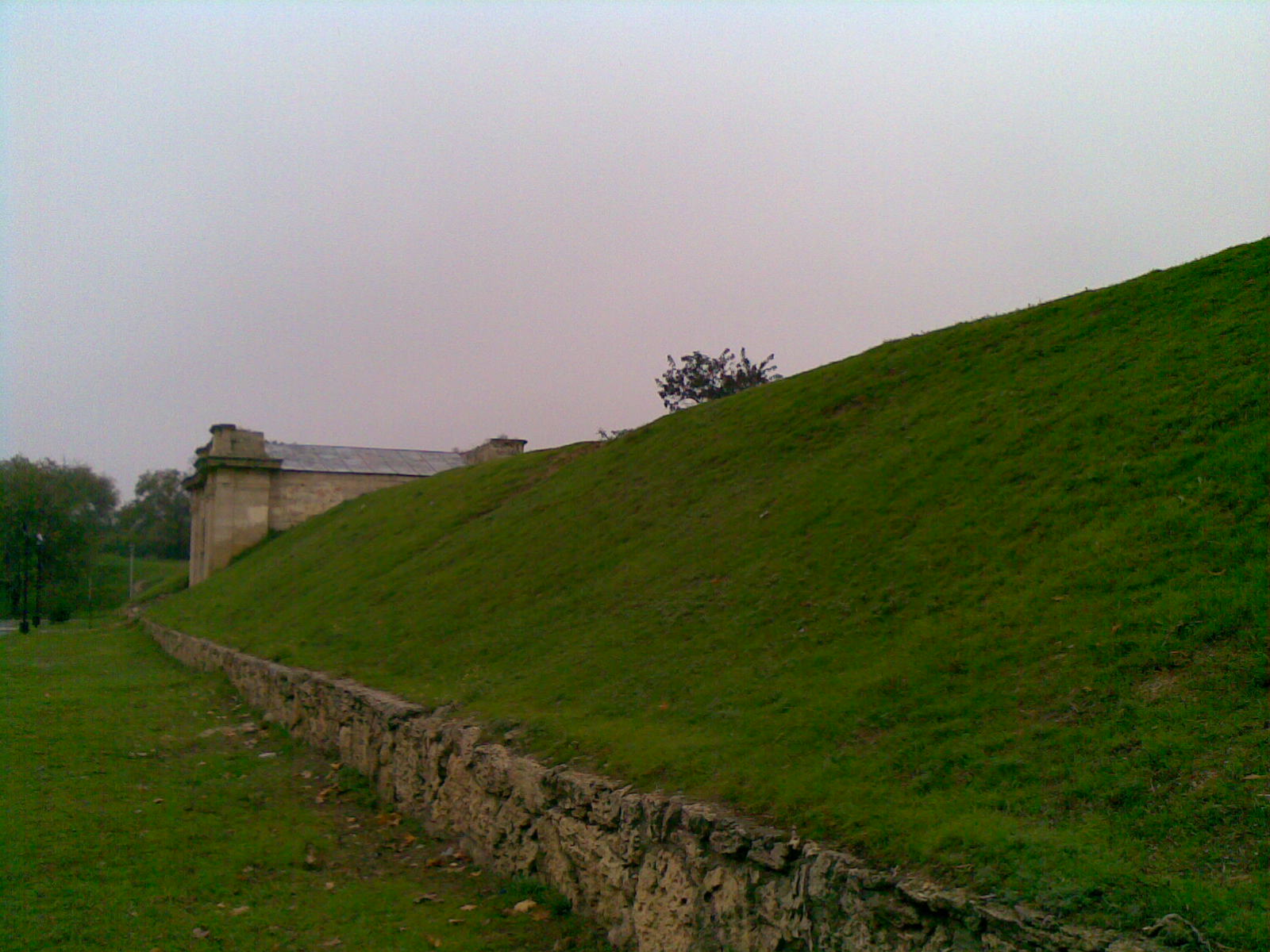
Montículos de tierra

En 1788 prácticamente se completó la construcción de la fortaleza. En aquella época se convirtió en un modelo de construcción de fortificaciones de tierra. La fortaleza tenía una forma alargada en forma de estrella. Se cavó un foso alrededor y se rellenó una muralla de tierra, en cuyos baluartes se instalaron 220 cañones, y en su interior había un complejo de edificios administrativos e industriales. Ocho regimientos de infantería estaban alojados en cuarteles de piedra diseñados para 24.000 soldados. Aquí también estaban estacionados una compañía de ingenieros y un batallón de guarnición interna.
En 1835 la fortaleza fue liquidada.